# Der Mann, der seinen Namen änderte (1958)
Der Mann, der seinen Namen änderte ist ein NDR-Krimi, der erstmals am 11. Mai 1958 ausgestrahlt wurde. Der Film basiert auf dem Theaterstück The Man Who Changed His Name von Edgar Wallace.

## Handlung
Selby Clive hat viele Jahre in Kanada verbracht. Nun will er an Frank O’Ryan, den Jugendfreund seiner Frau Nita, ein Stück Land in Kanada verkaufen. Frank und Nita entdecken jedoch in einem Geheimfach ein Dokument, das den Verdacht aufkommen lässt, dass Clive seinen Namen geändert hat und früher Dennis Salnderby hieß. Als ihnen Sir Ralph, ein befreundeter Rechtsanwalt aus der Nachbarschaft, von einem spektakulären Mordfall berichtet, bei dem Salnderby als dreifacher Mörder erscheint, wächst Nitas und Franks Angst, selbst Opfer eines Verbrechens zu werden. Zumal Muller, Anwalt Clives, im damaligen Mordfall den Freispruch Salnderbys erwirkt hat. Mehrere Unfälle und Zwischenfälle beunruhigen die beiden. Nach einer unheimlichen Nacht, in der der Regen um das abgelegene Landhaus peitscht und in dem ein fürchterliches Gewitter für Angst und Schrecken sorgt, klärt sich alles auf.

## Kritiken
„In ganz feinen Häppchen wird anfangs eine mysteriöse Geschichte präsentiert, die beim Zuschauer Unbehagen hinsichtlich der undurchsichtigen Hauptfigur erzeugt. Darstellerisch werden die drei wichtigsten Parts von Fritz Tillmann, Ernst Stankovski und Hannelore Schroth sehr getragen, Regisseur Werner Völger steigert die Spannung allmählich bis hin zu den letzten 40 Minuten, die in einem nächtlichen, abgeschiedenen Haus spielen, während draußen ein furchtbares Gewitter mit Regen, Blitz und Donner nieder geht. Dies ist atmosphärisch wunderbar eingefangen. Das starke Ende entschädigt für den etwas behäbigen Anfang. Sehr schön auch die Insidergags: der Butler empfiehlt der Protagonistin Edgar Wallace’ Roman ‚Der Mann, der seinen Namen änderte‘ als Lektüre, den Umschlag ziert der Charakterkopf des Autors, am Ende ertönt der Satz: ‚Es ist wirklich unmöglich, von Edgar Wallace nicht gefesselt zu sein!‘. Spannende TV-Nostalgie!“

## Hintergrund
Edgar Wallace schrieb das Theaterstück 1928 gemeinsam mit dem Schauspieler Robert Loraine, mit dem er das Londoner Apollotheater gemietet hatte, wo es auch am 14. März 1928 uraufgeführt wurde. Wegen schlechter Kritiken wurde das Stück abgesetzt. Nach dem Tod von Edgar Wallace schrieb der Autor Robert Curtis das Stück zum Roman um, das 1935 im Hutchinson-Verlag erstmals unter dem Titel The Man Who Changed His Name erschien. Der deutsche Kiepenheuer-Verlag brachte den Wallace-Roman erstmals 1950 in der deutschen Übersetzung von Walther Suessenguth heraus.
Die Verfilmung von Werner Völger wurde noch live gespielt und live ausgestrahlt und nach der Erstsendung 1958 nie wiederholt. Erst 2015 wurde der Film aus den Archiven geholt und auf DVD veröffentlicht.

## Verfilmungen
Das Theaterstück von Edgar Wallace wurde später auch zum Roman umgearbeitet, der den gleichen Titel trug. Die Geschichte wurde sehr oft verfilmt:
- Großbritannien 1929: The Man Who Changed His Name. Regie: A. V. Bramble, mit Stewart Rome
- Italien 1933: Giallo. Regie: Mario Camerini, Mario Soldati, mit Assia Norris
- Großbritannien 1934: The Man Who Changed His Name. Regie: Henry Edwards, mit Lyn Harding
- DDR 1956: Der Mann, der seinen Namen änderte. Regie: Hans-Joachim Hildebrandt, mit Karl Kendzia
- BRD 1986: Das Geheimnis von Lismore Castle, Regie: Franz Josef Gottlieb, mit Carl Heinz Schroth